# 28ª Brigata meccanizzata "Cavalieri della Campagna Invernale"
La 28ª Brigata meccanizzata autonoma "Cavalieri della Campagna Invernale" (in ucraino 28-ма окрема механізо́вана брига́да імені Лицарів Зимового Походу?, 28-ma okrema mechanizovana bryhada imeni Lycariv Zymovoho Pochodu, unità militare А0666) è un'unità di fanteria meccanizzata delle Forze terrestri ucraine, subordinata al Comando operativo "Sud" e con base a Čornomors'ke.

## Storia

### Unione Sovietica
Le origini della brigata risalgono alla 28ª Divisione fucilieri delle guardie, formatasi il 3 maggio 1942 a partire dalla 180ª Divisione fucilieri dell'Armata Rossa, la quale si era distinta in particolare durante la battaglia della sacca di Demjansk, ricevendo così il titolo onorifico di unità delle guardie. Nel 1943 venne inizialmente schierata nella regione di Kursk, per poi essere impiegata in battaglia a Kharkov, ottenendo grazie ai suoi meriti la denominazione di "Kharkovskaya". Terminò la seconda guerra mondiale in Bulgaria, come parte della 37ª Armata, insignita dell'Ordine della Bandiera Rossa. Nel 1957 venne trasferita a Čornomors'ke, nell'oblast' di Odessa, e trasformata in una divisione motorizzata. Il 22 febbraio 1968 venne insignita dell'Ordine della Bandiera Rossa per la seconda volta.

### Ucraina
Dopo la dissoluzione dell'Unione Sovietica la divisione passò sotto il controllo dell'Ucraina, venendo riorganizzata nel 2001 come 28ª Brigata meccanizzata delle guardie. A partire dal 2014 ha combattuto nella guerra del Donbass, contando in totale 158 caduti in cinque anni di conflitto. Nel novembre dello stesso anno le è stato assegnato il 18º Battaglione fanteria motorizzata "Odessa" (ex battaglione di difesa territoriale), trasferito nel 2018 alla 35ª Brigata fanteria di marina. Il 22 agosto 2016 il titolo di "guardie" è stato rimosso, nell'ambito dell'eliminazione delle onorificenze sovietiche dall'esercito ucraino. Il 22 agosto 2019 la brigata è stata ufficialmente dedicata ai militari partecipanti alla prima campagna invernale, un'operazione militare condotta dall'esercito della Repubblica Popolare Ucraina contro le forze bolsceviche durante la guerra sovietico-ucraina. Ha inoltre ricevuto un nuovo stemma, che richiama la medaglia della Croce di Ferro della RPU.

#### Guerra russo-ucraina
Il 20 febbraio 2022, in previsione dell'invasione russa dell'Ucraina, la brigata è stata ritirata dal fronte del Donbass e schierata a difesa di Odessa. Il 25 febbraio ha respinto un tentativo di sbarco aeronavale nemico a Kobleve, nell'oblast' di Mykolaïv. Da marzo in poi è stata sempre schierata sul fronte fra Mykolaïv e Cherson, aiutando ad addestrare i volontari della 126ª Brigata di difesa territoriale di Odessa. Il 6 maggio 2022, in occasione della Giornata della Fanteria, è stata insignita del titolo onorifico "Per il Valore e il Coraggio" da parte del presidente ucraino Volodymyr Zelens'kyj. Il 23 luglio un attacco missilistico russo ha colpito il centro di comando della brigata, uccidendo il comandante, colonnello Vitalij Huljajev, e tre alti ufficiali. La brigata ha svolto un ruolo centrale durante la controffensiva ucraina che ha portato alla riconquista di Cherson nel novembre 2022, avanzando lungo la direttrice Kyselivka-Čornobaïvka ed essendo fra le prime unità ad entrare in città. Ha tuttavia subito numerose perdite fra settembre e ottobre, dovendo recuperare la piena capacità operativa con nuove reclute prive di esperienza.
Successivamente alla liberazione di Cherson, nel mese di dicembre elementi della brigata sono stati trasferiti presso Kostjantynivka, a sud-est della città di Bachmut, punto focale delle operazioni offensive delle forze russe nella regione. Qui all'inizio di gennaio 2023, supportata dalla 4ª Brigata di reazione rapida, ha inflitto pesanti perdite alle unità russe che tentavano di aggirare le posizioni della 53ª Brigata meccanizzata per attaccare la città da sud. In seguito alla riorganizzazione della guarnigione ucraina di Bachmut si è trovata in linea, sempre a difesa del fianco sud, con la 60ª Brigata meccanizzata. A maggio elementi della brigata supportato il contrattacco della 3ª Brigata d'assalto "Azov" in direzione di Kliščiїvka. Parte dell'unità è stata ritirata dalla prima linea al fine di addestrarsi per la futura controffensiva estiva. Alla fine di giugno la brigata, supportata dalla 104ª Brigata di difesa territoriale, è avanzata nell'area a sud di Bachmut in verso Kurdjumivka. All'inizio di luglio ha superato il canale Donec-Donbass a sudovest di Kliščiїvka insieme alla 3ª Brigata d'assalto. Il 25 luglio ha liberato il villaggio di Andriïvka, costringendo le unità russe a ritirarsi da Kliščiїvka per non essere tagliate fuori. Nei mesi successivi ha continuato a operare nel settore a sud di Bachmut, dove a ottobre ha respinto diversi contrattacchi dell'83ª Brigata d'assalto aereo.
Nel luglio 2024, in seguito alla legge ucraina che ha permesso ad alcune categorie di detenuti di prestare volontariamente servizio nell'esercito, la 28ª Brigata meccanizzata è stata una delle unità ad integrarne un certo numero nei propri ranghi, costituendo il Battaglione "Škval". Durante l'inverno 2024-2025 la brigata è stata impiegata a difesa del settore di Torec'k, affrontando numerosi assalti russi nei villaggi a nord-est della città.

## Struttura
- Comando di brigata[31]
- 1º Battaglione meccanizzato
- 2º Battaglione meccanizzato
- 3º Battaglione meccanizzato
- 4º Battaglione fucilieri
- 5º Battaglione fucilieri
- 6º Battaglione "Sokil"[32]
- 67º Battaglione fucilieri (unità militare A4582)[33]
- Battaglione fucilieri speciale "Škval"
- Battaglione corazzato (T-64BV)
- Battaglione sistemi senza pilota
  -  Unità droni "Kurt Group"[34]
- Gruppo d'artiglieria
  - Batteria acquisizione obiettivi
  - Battaglione artiglieria semovente (2S3 Akatsiya e M109A4)
  - Battaglione artiglieria semovente (2S1 Gvozdika)
  - Battaglione artiglieria lanciarazzi (BM-21 Grad)
  - Battaglione artiglieria controcarri (MT-12 Rapira)
- Battaglione artiglieria missilistica contraerei (2K22 Tunguska)
- Battaglione genio
- Battaglione manutenzione
- Battaglione logistico
- Compagnia ricognizione
- Compagnia cecchini
- Compagnia guerra elettronica
- Compagnia comunicazioni
- Compagnia radar
- Compagnia difesa NBC
- Compagnia medica

## Comandanti
- Colonnello Oleksandr Plavs'kyj
- Tenente colonnello Ihor Luk'janenko
- Colonnello Ihor Pavlovs'kyj
- Colonnello Serhij Najev
- Colonnello Ihor Olijnyk
- Colonnello Vladyslav Liščyns'kyj (2014 - ottobre 2015)
- Colonnello Oleh Zubovs'kyj (ottobre 2015 - maggio 2018)[35]
- Colonnello Maksym Marčenko (maggio 2018 - settembre 2021)[36]
- Colonnello Vitalij Huljajev (settembre 2021 - luglio 2022) †[14]
- Colonnello Jurij Madjar (agosto 2022 - maggio 2023)[37]
- Colonnello Oleksij Chalabuda (maggio 2023 - ottobre 2024)[38][39]
- Tenente colonnello Anatolij Kulykivs'kyj (ottobre 2024 - in carica)[40]